# Temir Sarijew

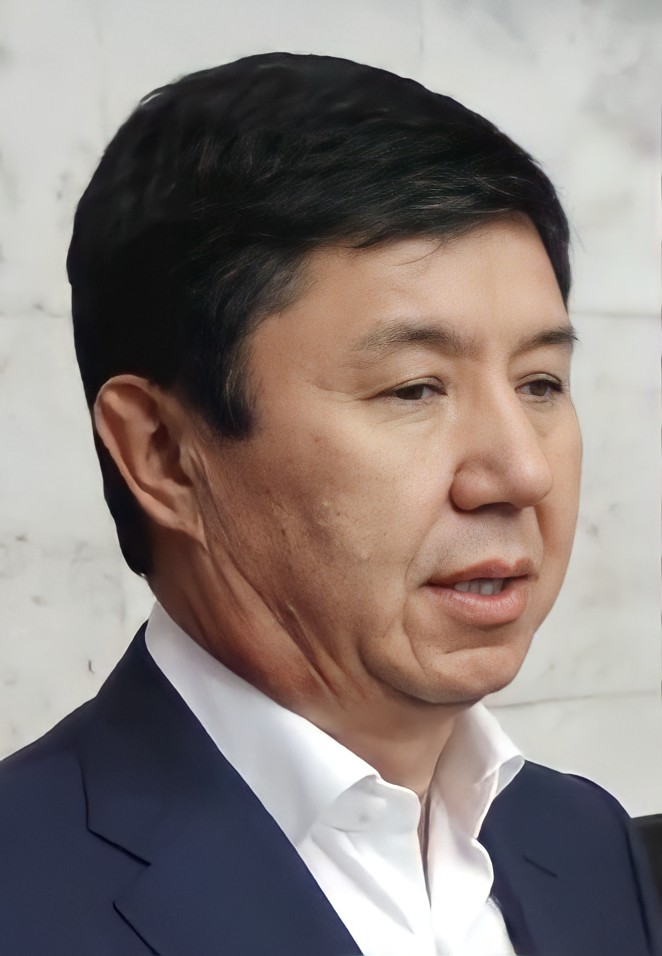
Temir Sarijew, 2017

Temir Argembajewitsch Sarijew (kirgisisch Темир Аргембаевич Сариев; * 17. Juni 1963) ist ein kirgisischer Politiker.

## Leben
Der Aufstieg von Sarijews politischer Karriere begann ab 1989 als Ausbilder in der Organisationsabteilung des Bezirkskomitees der Provinz Alamüdün im Norden Kirgisistans. 1991 war er bereits stellvertretender Vorsitzender des Alamüdüner Bezirkskomitees. Im selben Jahr richtete Sarijew die erste kirgisische Warenbörse ein, die er bis 1995 leitete.
Von 2000 bis 2007 wurde Sarijew zwei Mal nacheinander ins Dschogorku Kengesch (Parlament Kirgisistans) gewählt und gehörte dort dem Haushalts- und Finanzausschuss an.
Vom 8. April 2010 bis 5. September 2012 war Sarijew Finanzminister von Kirgisistan in der Übergangsregierung Kirgisistans. Als Nachfolger von Dschoomart Otorbajew war Sarijew ab 1. Mai 2015 Premierminister von Kirgisistan. Im April 2016 trat Sarijew von diesem Amt zurück.
Sarijew war seit 2006 Mitglied der Sozialdemokratischen Partei Kirgisistans (SDPK). Die Partei war ab 2007 an der Regierung mit beteiligt, da der Vorsitzende der SDPK Almasbek Atambajew im März Premierminister wurde. Aus Protest dagegen trat Temir Sarijew aus der SDPK aus.